# Nguyễn Sĩ Chức
Nguyễn Sĩ Chức (sinh năm 1956, quê Thanh Hóa) là nhà biên kịch Việt Nam, được tặng Giải thưởng Nhà nước về Văn học Nghệ thuật năm 2017.

## Tiểu sử
Nguyễn Sĩ Chức sinh năm 1956, quê ở Thiệu Khánh, Thiệu Hóa, Thanh Hóa. Năm 1962, ông gia nhập Đoàn ca kịch giải phóng Trung Trung bộ. Ông được cử đi học nhạc công, nhưng lại có  đam mê là viết kịch bản sân khấu. Ông đã tự tìm tài liệu, sách vở để nghiên cứu, tập viết kịch bản.
Sau năm 1975, Nguyễn Sĩ Chức về công tác ở Đoàn Dân ca kịch Phú Khánh.
Hiện nay Nguyễn Sĩ Chức là Chủ tịch Hội Văn học Nghệ thuật tỉnh Khánh Hòa.

## Sự nghiệp
Viết kịch bản sân khấu từ năm 1991, với tác phẩm đầu tay "Giông tố cuộc đời", đến nay, Nguyễn Sĩ Chức đã có 36 kịch bản được các nhà hát, đoàn nghệ thuật tuồng, dân ca kịch trong toàn quốc dàn dựng thành vở diễn và biểu diễn phục vụ khán giả, tham gia các liên hoan, hội diễn sân khấu. Hầu như năm nào các tác phẩm của anh cũng được dàn dựng. Ông đặc biệt thành công với các kịch bản tuồng lịch sử như: "Sóng dậy Lê Triều", Nguyễn Tri Phương ("Nhạn cô thần"), Trần Thái Tông ("Phù Vân"), "Danh phận", "Thiết vương Trịnh Tùng"... Ông đã dành nhiều tâm huyết để ngợi ca những bậc vua sáng, tôi hiền, như: Trần Nhân Tông, Trần Hưng Đạo; những tướng tài như Bùi Thị Xuân, Nguyễn Tri Phương; những vị công bộc của dân như Thoại Ngọc Hầu... Trong dịp lễ kỷ niệm 1.000 năm Thăng Long, kịch bản sân khấu "Phù vân" của ông được dàn dựng và biểu diễn ở Nhà hát lớn Hà Nội và được chọn là một trong những tác phẩm xuất sắc kỷ niệm 1.000 năm Thăng Long - Hà Nội.
Những vở diễn do ông chuyển thể như: "Tiếng đàn thuở xa xưa" (kịch bản Lê Nhị Hà), "Mối tình qua Tết Lirboong" (kịch bản Phạm Kim Anh), "Đôi dòng sữa mẹ" (kịch bản Lưu Quang Vũ) do đạo diễn Đoàn Anh Thắng dàn dựng thành công, đánh dấu thời kỳ phát triển của sân khấu Khánh Hòa.
Các tác phẩm của ông đã giành được nhiều giải thưởng về kịch bản. Có thể kể đến: kịch bản tuồng "Trần Hưng Đạo" đạt giải ba (không có giải nhất) Cuộc thi sáng tác Kịch bản sân khấu toàn quốc năm 1998 - 1999; "Huyền thoại mẹ xứ sở" đạt giải B Kịch bản sân khấu xuất sắc năm 2000; tập kịch bản sân khấu truyền thống Nhân quả  đạt giải B Giải thưởng Ủy ban toàn quốc Liên hiệp các Hội Văn học Nghệ thuật Việt Nam 2001;  tập kịch bản Chói rạng sơn hà đạt giải A Tặng thưởng Văn học Nghệ thuật của tỉnh Khánh Hòa.
Nhiều kịch bản của ông đã được các nhà hát chọn lựa dàn dựng và đoạt giải cao tại các kỳ hội diễn sân khấu toàn quốc. Có thể kể đến các vở diễn như: "Sóng dậy Lê Triều", "Chuyện tình bên tháp cổ"; "Nguyễn Tri Phương", "Phúc thần Thoại Ngọc Hầu" đạt huy chương bạc tại Hội diễn Sân khấu truyền thống toàn quốc các năm: 2009, 2011, 2016. Năm 2019, tại Liên hoan tuồng và dân ca kịch toàn quốc, ông có 5 kịch bản được các nhà hát, đoàn nghệ thuật khác nhau trong cả nước dàn dựng dự thi, trong đó có 1 kịch bản đạt huy chương vàng, 1 kịch bản đạt huy chương bạc. Năm 2023, giải B Giải thưởng Sân khấu được trao cho vở "Nửa cõi sơn hà" (Nhà hát Tuồng Nguyễn Hiển Dĩnh, đạo diễn: NSƯT Đặng Bá Tài, ông là tác giả kịch bản).
Năm 2017, ông được tặng Giải thưởng Nhà nước về văn học nghệ thuật cho cụm tác phẩm kịch bản sân khấu: "Huyền thoại Mẹ xứ sở", "Sóng dậy Lê triều", "Danh phận", "Trần Hưng Đạo".

## Tác phẩm chính

### Kịch bản tuồng
- "Sóng dậy Lê Triều"
- "Nhạn cô thần"
- "Phù Vân"
- "Danh phận"
- "Thiết vương Trịnh Tùng"
- "Trần Hưng Đạo"
- "Huyền thoại mẹ xứ sở"
- "Nửa cõi sơn hà"
- "Chuyện tình bên tháp cổ"
- "Nguyễn Tri Phương"
- "Phúc thần Thoại Ngọc Hầu"

### Chuyển thể tuồng
- "Tiếng đàn thuở xa xưa" (kịch bản Lê Nhị Hà),
- "Mối tình qua Tết Lirboong" (kịch bản Phạm Kim Anh),
- "Đôi dòng sữa mẹ" (kịch bản Lưu Quang Vũ)

### Tập kịch bản
- Chói rạng sơn hà[4]
- Tác phẩm chọn lọc (NXB Sân khấu - 2013)[7]

## Vinh danh
- Giải thưởng Nhà nước về Văn học Nghệ thuật năm 2017

### Giải thưởng sân khấu
- Giải ba (không có giải nhất) Cuộc thi sáng tác Kịch bản sân khấu toàn quốc năm 1998 - 1999
- Giải B Kịch bản sân khấu xuất sắc năm 2000
- Giải B Giải thưởng Ủy ban toàn quốc Liên hiệp các Hội Văn học Nghệ thuật Việt Nam 2001
- Giải A Tặng thưởng Văn học Nghệ thuật của tỉnh Khánh Hòa